# زو یافی
زو یافی (انگلیسی: Zhou Yafei؛ زادهٔ ۱۷ ژانویهٔ ۱۹۸۴) شناگر اهل چین است. وی برنده مدال برنز المپیک پکن است.